# 1968年シンガポール総選挙
1968年シンガポール総選挙（1968ねんシンガポールそうせんきょ、英語: 1968 Singaporean general election）は、1968年4月13日にシンガポールで行われた国民議会議員（第1期）の総選挙である。

## 概要
マレーシアからの独立後初めて行われた。独立を主導したリー・クアンユー率いる人民行動党が58議席すべてを獲得した。
シンガポール独立に伴い、社会主義戦線に所属していた議員13名中、11名が辞職し2名がマレーシアへ亡命・辞職したため、議会勢力は人民行動党のみとなった。

## 選挙データ

### 内閣
- 選挙時：第2次リー・クアンユー内閣
  - 首相：リー・クアンユー（人民行動党書記長）
  - 与党：人民行動党
- 選挙後：第3次リー・クアンユー内閣
  - 首相：リー・クアンユー（人民行動党書記長）
  - 与党：人民行動党

### 解散日
- 1968年2月8日

### 投票日
- 1968年4月13日

### 改選数
- 58（07）

### 選挙制度
- 単純小選挙区制

#### 投票方法
義務投票制、秘密投票、単記投票、1票制

#### 選挙権
21歳以上のシンガポール国民。

#### 被選挙権
21歳以上のシンガポール国民。

#### 有権者数
759,367

## 選挙活動
労働者党以外のシンガポールの独立を不服とする政党はこの選挙をボイコットしたため、人民行動党と労働者党、無所属で争われた。人民行動党以外が候補者を擁立した7議席のみで争われ、擁立できなかった51議席分については人民行動党の不戦勝となり、選挙が行われなかった。

## 選挙結果

### 党派別獲得議席
|                          |                          |                          |                          |         |        |        |
| 政党                     | 政党                     | 獲得 議席                | 増減                     | 得票数  | 得票率 | 改選前 |
|                          | 人民行動党               | 58                       | 021                      | 65,812  | 86.72% | 37     |
|                          | 進歩党                   | 0                        | 増減なし                 | 3,049   | 4.02%  | 新党   |
|                          | 無所属                   | 0                        | 増減なし                 | 7,033   | 9.27%  | 0      |
|                          | 欠員                     | 0                        | 014                      | －      | －     | 14     |
| 総計                     | 総計                     | 58                       | 007                      | 75,894  | 100.0% | 51     |
| 有効票数（有効率）       | 有効票数（有効率）       | 有効票数（有効率）       | 有効票数（有効率）       | 75,894  | 97.36% |        |
| 無効票・白票数（無効率） | 無効票・白票数（無効率） | 無効票・白票数（無効率） | 無効票・白票数（無効率） | 2,058   | 2.64%  |        |
| 投票総数（投票率）       | 投票総数（投票率）       | 投票総数（投票率）       | 投票総数（投票率）       | 77,952  | 91.83% |        |
| 棄権者数（棄権率）       | 棄権者数（棄権率）       | 棄権者数（棄権率）       | 棄権者数（棄権率）       | 6,931   | 8.17%  |        |
| 有権者数（実施選挙区）   | 有権者数（実施選挙区）   | 有権者数（実施選挙区）   | 有権者数（実施選挙区）   | 84,883  | 11.18% |        |
| 有権者数（無投票選挙区） | 有権者数（無投票選挙区） | 有権者数（無投票選挙区） | 有権者数（無投票選挙区） | 674,484 | 88.82% |        |
| 登録有権者数             | 登録有権者数             | 登録有権者数             | 登録有権者数             | 759,367 | 100.0% |        |
| 出典：Nohlen et al.      |                          |                          |                          |         |        |        |